# Villepot
Villepot (bretonisch: Kerbod) ist eine französische Gemeinde mit 687 Einwohnern (Stand: 1. Januar 2022) im Département Loire-Atlantique in der Region Pays de la Loire; sie gehört zum Arrondissement Châteaubriant-Ancenis und zum Kanton Châteaubriant. Die Einwohner werden Villepotais genannt.

## Geographie
Villepot liegt etwa 65 Kilometer nordnordöstlich von Nantes am Fluss Brutz. Umgeben wird Villepot von den Nachbargemeinden Martigné-Ferchaud im Norden, Pouancé im Osten, Carbay im Südosten, Soudan im Süden sowie Noyal-sur-Brutz im Westen.

## Bevölkerungsentwicklung
| Jahr                       | 1962 | 1968 | 1975 | 1982 | 1990 | 1999 | 2006 | 2017 |
| Einwohner                  | 835  | 770  | 700  | 649  | 690  | 668  | 687  | 669  |
| Quellen: Cassini und INSEE |      |      |      |      |      |      |      |      |

## Sehenswürdigkeiten
- Kirche Notre-Dame aus dem 15. Jahrhundert
- Kapelle Notre-Dame-de-Bon-Secours aus der Revolutionszeit

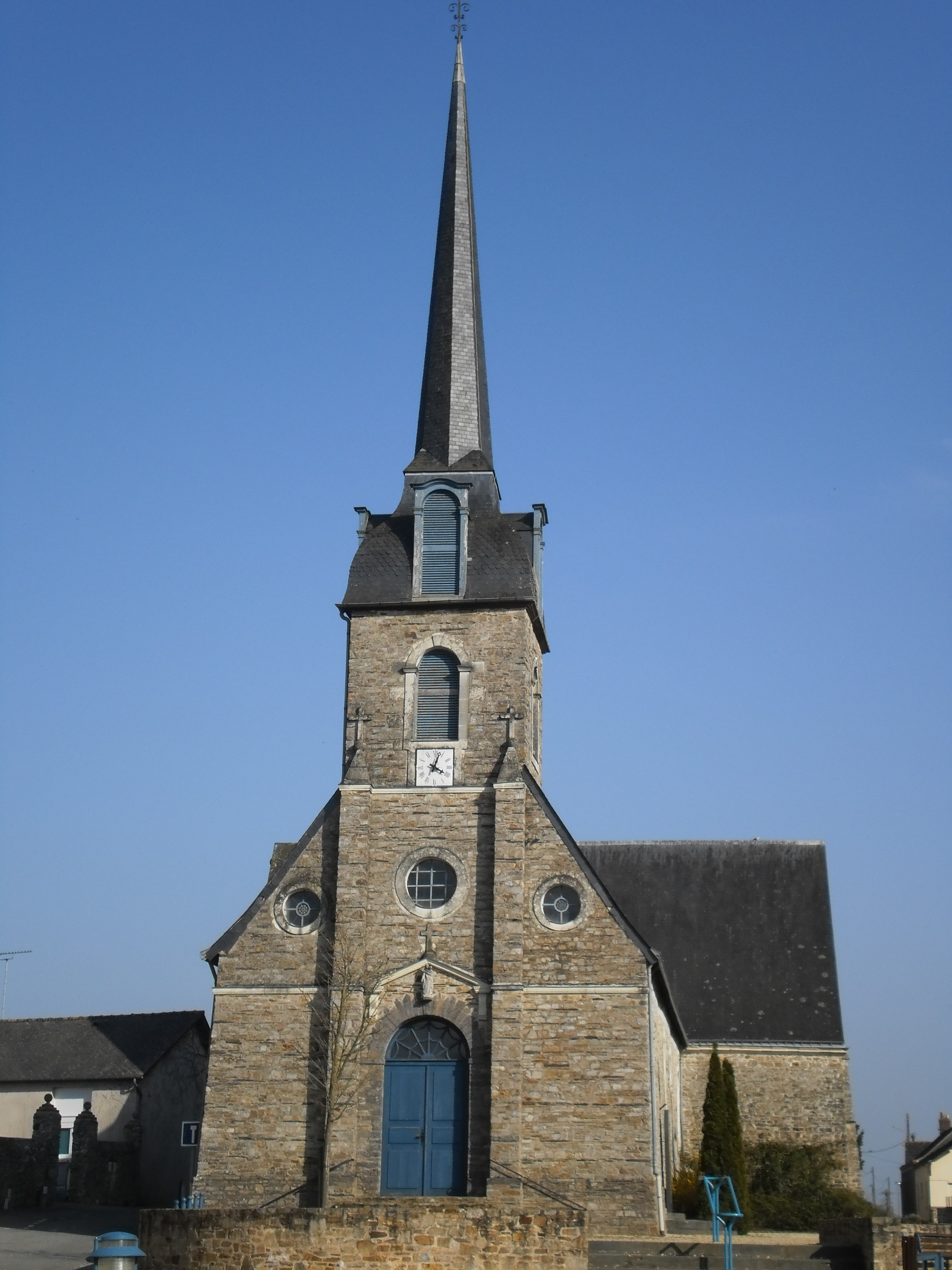
Kirche Notre-Dame